# Pietro Grosso (militare)
Pietro Grosso (Genova, 1893 – Rob – Gheveà, 7 dicembre 1937) è stato un militare italiano, decorato di Medaglia d'oro al valor militare alla memoria nel corso della grandi operazioni di polizia coloniale in Africa Orientale Italiana.

## Biografia
Nacque a Genova nel 1893.  Conseguito il diploma di ragioniere, il 1° settembre 1912 fu ammesso a frequentare la , Regia Accademia Militare di Fanteria e Cavalleria di Modena da cui uscì con il grado di sottotenente dell'arma di fanteria il 12 maggio dell'anno successivo. Assegnato al 93° Reggimento fanteria della Brigata "Messina", partecipava alle operazioni di guerra dal 24 maggio 1915 prese parte alle operazioni belliche sul fronte italiano. Promosso tenente nell'ottobre dello stesso anno, passava poi, dopo la promozione a capitano nel febbraio 1916, al battaglione alpini "Ivrea" del 4° Reggimento alpini. Fu insignito della medaglia di bronzo al valor militare per essersi distinto in valle di Ledro nel 1917. Lasciata la zona di guerra nel novembre 1918 a causa di una malattia, fu collocato in aspettativa per la riduzione di quadri, e si dedicò alla professione di ragioniere in Genova. Il 16 novembre 1936, in seguito alle sue ripetute domande, fu richiamato in servizio attivo e destinato al Regio corpo truppe coloniali d'Eritrea. Imbarcatosi a Napoli il 5 dicembre successivo sbarcò a Massaua dieci giorni dopo.
Fu assegnato al VI Battaglione arabo-somalo, e cadde in combattimento a Rob-Gheveà il 7 aprile 1937 nel corso delle grandi operazioni di polizia coloniale. Con Regio Decreto del 13 maggio 1940 venne decorato con la medaglia d'oro al valor militare alla memoria.